# 在名古屋ペルー総領事館
在名古屋ペルー総領事館（スペイン語: Consulado General del Perú en Nagoya、英語: Consulate-General of Peru in Nagoya）は、ペルーが日本の愛知県名古屋市に設置している総領事館である。2008年2月に開設された。
2020年5月25日より、領事業務の受付時間は月曜日・水曜日・金曜日の9:30～14:00となっている。新型コロナウイルス感染症（COVID-19）流行以前と異なり、火曜日と木曜日に領事業務を受け付けておらず営業時間も大幅に短縮しているので要注意。

## 所在地
〒460-0008　愛知県名古屋市中区栄2-2-23 アーク白川公園ビルディング3階

## 総領事
| 代 | 氏名（日本語）                                       | 氏名（スペイン語）                     | 着任      | 退任     | 備考                 |
| -- | ---------------------------------------------------- | -------------------------------------- | --------- | -------- | -------------------- |
| 1  | エドゥアルド・マヌエル・アルフレド・リョサ・ララブレ | Eduardo Manuel Alfredo Llosa Larrabure | 2008年    | 2008年   | [ 5 ]                |
| 2  | ルイス・ヒルベルト・メンディビル・カナレス           | Luis Gilberto Mendívil Canales         | 2009年2月 | 2010年   | 名称大使             |
| -  | カルロス・アルベルト・リオス・セグラ                 | Carlos Alberto Ríos Segura             | 2010年    | 2011年   | 総領事代理（副領事） |
| 3  | グスタボ・アドルフォ・ペーニャ・チャモット           | Gustavo Adolfo Peña Chamot             | 2011年    | 2017年   | [ 9 ]                |
| 4  | アントニオ・ペドロ・ミランダ・シスニエガス           | Antonio Pedro Miranda Sisniegas        | 2017年3月 | 2022年   | [ 10 ] [ 11 ] [ 12 ] |
| -  | ジュリッサ・デ・ヘスス・アレグレ                     | Julissa de Jesús Alegre                | 2022年    | 2022年   | 総領事代理（副領事） |
| 5  | ルイス・アルフレド・エスピノサ・アギラール           | Luis Alfredo Espinoza Aguilar          | 2022年    | （現職） | [ 15 ]               |

## 管轄地域
愛知県、岐阜県、富山県、石川県、福井県、近畿地方、中国地方、四国、九州、沖縄県

## 移動領事館
在名古屋ペルー総領事館の職員が出張して領事業務を行う「移動領事館」（スペイン語: Consulado Itinerante）が管轄地域内の主要都市で不定期に開催されている。